# 庄インターチェンジ
庄インターチェンジ（しょうインターチェンジ）は、石川県河北郡津幡町にある国道8号（国道159号と重複）津幡バイパスのインターチェンジ。

## 概要
- フルインターチェンジである。金沢方面の流出入ランプは隣の中橋ICの富山・七尾方面の流出入ランプと兼ねている。

## 道路
- 国道8号（国道159号） 津幡バイパス

## 接続する道路
- 津幡町道

## 周辺
- JR七尾線本津幡駅
- コメリパワー津幡店
- プラント3津幡店

## 隣
国道8号（国道159号） 津幡バイパス
舟橋JCT - 庄IC - 中橋IC